# Хомюк Ельвіра Михайлівна
Хомюк Ельвіра Михайлівна  (*Нар. 29 листопада 1949 в м. Сторожинець, Чернівецької області, Україна  — українська акторка.

## Життєпис
Закінчила Київський державний інститут театрального мистецтва ім. І.Карпенка-Карого (1971).
З 1971 року  — актриса Одеської кіностудії.

## Фільмографія
- 2009 Крапля світла
- 2006 Танго любові
- 2004 Мертвий. Живий. Небезпечний.
- 2001 І літати!
- 1997 Три історії
- 1993 Дафніс і Хлоя
- 1992 Чутливий міліціонер
- 1986 Скарга
- 1984 Сніг в липні
- 1983 Тепло рідного дому
- 1982 Знайди свій будинок
- 1981 Право керувати
- 1980 Велика розмова
- 1975 Капітан Немо